# Tomáš Holeš
Tomáš Holeš (Polička, 31 marzo 1993) è un calciatore ceco, difensore e centrocampista dello Slavia Praga e della nazionale ceca.

## Caratteristiche tecniche
Nasce come terzino destro, nel prosieguo della carriera si sposta a centrocampo venendo impiegato come mediano.

## Carriera

### Club
Cresciuto nel settore giovanile del Hradec Králové, ha esordito in prima squadra il 18 febbraio 2012 disputando con il Kolubara l'incontro di 1. liga perso 3-1 contro lo Slovan Liberec.

### Nazionale
Ha giocato nella nazionale ceca Under-21.
Nel 2020 ha esordito con la nazionale ceca. Segna il suo primo gol in nazionale il 7 ottobre nell'amichevole contro Cipro.
Convocato per gli europei, segna il gol del momentaneo vantaggio dei cechi nella vittoria agli ottavi contro l'Olanda (2-0).

## Statistiche

### Cronologia presenze e reti in nazionale
| Cronologia completa delle presenze e delle reti in nazionale ― Rep. Ceca | Cronologia completa delle presenze e delle reti in nazionale ― Rep. Ceca | Cronologia completa delle presenze e delle reti in nazionale ― Rep. Ceca | Cronologia completa delle presenze e delle reti in nazionale ― Rep. Ceca | Cronologia completa delle presenze e delle reti in nazionale ― Rep. Ceca | Cronologia completa delle presenze e delle reti in nazionale ― Rep. Ceca | Cronologia completa delle presenze e delle reti in nazionale ― Rep. Ceca | Cronologia completa delle presenze e delle reti in nazionale ― Rep. Ceca |
| Data                                                                     | Città                                                                    | In casa                                                                  | Risultato                                                                | Ospiti                                                                   | Competizione                                                             | Reti                                                                     | Note                                                                     |
| ------------------------------------------------------------------------ | ------------------------------------------------------------------------ | ------------------------------------------------------------------------ | ------------------------------------------------------------------------ | ------------------------------------------------------------------------ | ------------------------------------------------------------------------ | ------------------------------------------------------------------------ | ------------------------------------------------------------------------ |
| 7-9-2020                                                                 | Olomouc                                                                  | Rep. Ceca                                                                | 1 – 2                                                                    | Scozia                                                                   | UEFA Nations League 2020-2021 - 1º Turno                                 | -                                                                        |                                                                          |
| 7-10-2020                                                                | Larnaca                                                                  | Cipro                                                                    | 1 – 2                                                                    | Rep. Ceca                                                                | Amichevole                                                               | 1                                                                        | 62’                                                                      |
| 11-10-2020                                                               | Haifa                                                                    | Israele                                                                  | 1 – 2                                                                    | Rep. Ceca                                                                | UEFA Nations League 2020-2021 - 1º Turno                                 | -                                                                        | 88’                                                                      |
| 11-11-2020                                                               | Lipsia                                                                   | Germania                                                                 | 1 – 0                                                                    | Rep. Ceca                                                                | Amichevole                                                               | -                                                                        |                                                                          |
| 24-3-2021                                                                | Lublino                                                                  | Estonia                                                                  | 2 – 6                                                                    | Rep. Ceca                                                                | Qual. Mondiali 2022                                                      | -                                                                        | 79’                                                                      |
| 27-3-2021                                                                | Praga                                                                    | Rep. Ceca                                                                | 1 – 1                                                                    | Belgio                                                                   | Qual. Mondiali 2022                                                      | -                                                                        |                                                                          |
| 30-3-2021                                                                | Cardiff                                                                  | Galles                                                                   | 1 – 0                                                                    | Rep. Ceca                                                                | Qual. Mondiali 2022                                                      | -                                                                        | 53’                                                                      |
| 8-6-2021                                                                 | Praga                                                                    | Rep. Ceca                                                                | 3 – 1                                                                    | Albania                                                                  | Amichevole                                                               | -                                                                        | 64’                                                                      |
| 14-6-2021                                                                | Glasgow                                                                  | Scozia                                                                   | 0 – 2                                                                    | Rep. Ceca                                                                | Euro 2020 - 1º Turno                                                     | -                                                                        | 67’                                                                      |
| 18-6-2021                                                                | Glasgow                                                                  | Croazia                                                                  | 1 – 1                                                                    | Rep. Ceca                                                                | Euro 2020 - 1º Turno                                                     | -                                                                        | 63’                                                                      |
| 22-6-2021                                                                | Londra                                                                   | Rep. Ceca                                                                | 0 – 1                                                                    | Inghilterra                                                              | Euro 2020 - 1º Turno                                                     | -                                                                        | 84’                                                                      |
| 27-6-2021                                                                | Budapest                                                                 | Paesi Bassi                                                              | 0 – 2                                                                    | Rep. Ceca                                                                | Euro 2020 - Ottavi di finale                                             | 1                                                                        | 86’                                                                      |
| 3-7-2021                                                                 | Baku                                                                     | Rep. Ceca                                                                | 1 – 2                                                                    | Danimarca                                                                | Euro 2020 - Quarti di finale                                             | -                                                                        | 45’                                                                      |
| 2-9-2021                                                                 | Vitkovice                                                                | Rep. Ceca                                                                | 1 – 0                                                                    | Bielorussia                                                              | Qual. Mondiali 2022                                                      | -                                                                        |                                                                          |
| 5-9-2021                                                                 | Bruxelles                                                                | Belgio                                                                   | 3 – 0                                                                    | Rep. Ceca                                                                | Qual. Mondiali 2022                                                      | -                                                                        |                                                                          |
| 8-9-2021                                                                 | Plzeň                                                                    | Rep. Ceca                                                                | 1 – 1                                                                    | Ucraina                                                                  | Amichevole                                                               | -                                                                        | 62’                                                                      |
| 24-3-2022                                                                | Stoccolma                                                                | Svezia                                                                   | 1 – 0                                                                    | Rep. Ceca                                                                | Qual. Mondiali 2022                                                      | -                                                                        | 68’                                                                      |
| 24-3-2023                                                                | Praga                                                                    | Rep. Ceca                                                                | 3 – 1                                                                    | Polonia                                                                  | Qual. Euro 2024                                                          | -                                                                        |                                                                          |
| 27-3-2023                                                                | Chișinău                                                                 | Moldavia                                                                 | 0 – 0                                                                    | Rep. Ceca                                                                | Qual. Euro 2024                                                          | -                                                                        |                                                                          |
| 17-6-2023                                                                | Tórshavn                                                                 | Fær Øer                                                                  | 0 – 3                                                                    | Rep. Ceca                                                                | Qual. Euro 2024                                                          | -                                                                        |                                                                          |
| 7-9-2023                                                                 | Praga                                                                    | Rep. Ceca                                                                | 1 – 1                                                                    | Albania                                                                  | Qual. Euro 2024                                                          | -                                                                        |                                                                          |
| 10-9-2023                                                                | Budapest                                                                 | Ungheria                                                                 | 1 – 1                                                                    | Rep. Ceca                                                                | Amichevole                                                               | -                                                                        | 58’                                                                      |
| 12-10-2023                                                               | Tirana                                                                   | Albania                                                                  | 3 – 0                                                                    | Rep. Ceca                                                                | Qual. Euro 2024                                                          | -                                                                        | 46’                                                                      |
| 15-10-2023                                                               | Plzeň                                                                    | Rep. Ceca                                                                | 1 – 0                                                                    | Fær Øer                                                                  | Qual. Euro 2024                                                          | -                                                                        |                                                                          |
| 17-11-2023                                                               | Varsavia                                                                 | Polonia                                                                  | 1 – 1                                                                    | Rep. Ceca                                                                | Qual. Euro 2024                                                          | -                                                                        |                                                                          |
| 20-11-2023                                                               | Olomouc                                                                  | Rep. Ceca                                                                | 3 – 0                                                                    | Moldavia                                                                 | Qual. Euro 2024                                                          | -                                                                        |                                                                          |
| 22-3-2024                                                                | Oslo                                                                     | Norvegia                                                                 | 1 – 2                                                                    | Rep. Ceca                                                                | Amichevole                                                               | -                                                                        |                                                                          |
| 10-6-2024                                                                | Hradec Králové                                                           | Rep. Ceca                                                                | 2 – 1                                                                    | Macedonia del Nord                                                       | Amichevole                                                               | -                                                                        | 90’                                                                      |
| 18-6-2024                                                                | Lipsia                                                                   | Portogallo                                                               | 2 – 1                                                                    | Rep. Ceca                                                                | Euro 2024 - 1º turno                                                     | -                                                                        | 90+3’                                                                    |
| 22-6-2024                                                                | Amburgo                                                                  | Georgia                                                                  | 1 – 1                                                                    | Rep. Ceca                                                                | Euro 2024 - 1º turno                                                     | -                                                                        | 53’                                                                      |
| 26-6-2024                                                                | Amburgo                                                                  | Rep. Ceca                                                                | 1 – 2                                                                    | Turchia                                                                  | Euro 2024 - 1º turno                                                     | -                                                                        |                                                                          |
| 11-10-2024                                                               | Praga                                                                    | Rep. Ceca                                                                | 2 – 0                                                                    | Albania                                                                  | UEFA Nations League 2024-2025 - 1º turno                                 | -                                                                        |                                                                          |
| 16-11-2024                                                               | Tirana                                                                   | Albania                                                                  | 0 – 0                                                                    | Rep. Ceca                                                                | UEFA Nations League 2024-2025 - 1º turno                                 | -                                                                        |                                                                          |
| 19-11-2024                                                               | Olomouc                                                                  | Rep. Ceca                                                                | 2 – 1                                                                    | Georgia                                                                  | UEFA Nations League 2024-2025 - 1º turno                                 | -                                                                        | cap. 67’                                                                 |
| 22-3-2025                                                                | Hradec Králové                                                           | Rep. Ceca                                                                | 2 – 1                                                                    | Fær Øer                                                                  | Qual. Mondiali 2026                                                      | -                                                                        | 23’                                                                      |
| 6-6-2025                                                                 | Plzeň                                                                    | Rep. Ceca                                                                | 2 – 0                                                                    | Montenegro                                                               | Qual. Mondiali 2026                                                      | -                                                                        |                                                                          |
| 9-6-2025                                                                 | Osijek                                                                   | Croazia                                                                  | 5 – 1                                                                    | Rep. Ceca                                                                | Qual. Mondiali 2026                                                      | -                                                                        | 71’                                                                      |
| Totale                                                                   |                                                                          | Presenze                                                                 | 37                                                                       |                                                                          | Reti                                                                     | 2                                                                        |                                                                          |

## Palmarès

### Club

#### Competizioni nazionali
- Campionato ceco: 3

Slavia Praga: 2019-2020, 2020-2021, 2024-2025
- Coppa della Repubblica Ceca: 2

Slavia Praga: 2020-2021, 2022-2023